# Lat (Zeichner)

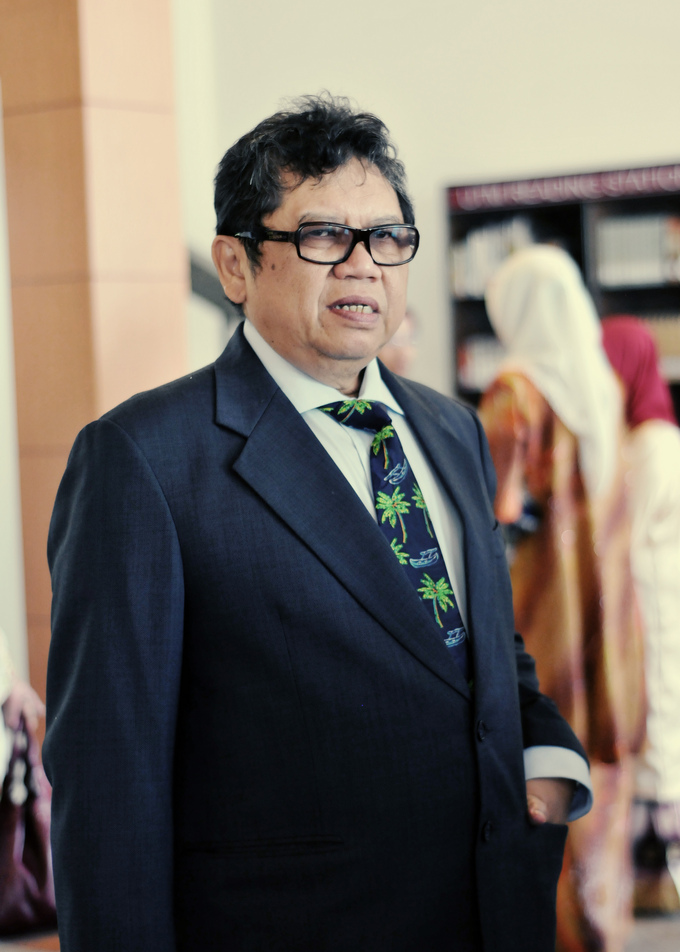
Lat

Lat (* 5. März 1951 in Kota Bahru, Malaysia), mit bürgerlichem Namen Mohamad Nor bin Khalid, ist der bekannteste malaysische Zeichner und Karikaturist.

## Leben und Werk
Lat wuchs in einfachen Verhältnissen in einem typischen malaiischen Kampong (Pfahlhüttendorf) in Nord-Malaysia (Bundesstaat Perak) auf. Als Schüler in Ipoh spürte er, von seiner Lehrerin ermutigt, dass er das Talent zum Zeichnen hat. Auch seine Mitschüler drängten ihn immer wieder dazu, für sie Comic-Geschichten zu zeichnen. So entschloss er sich 1964 im Alter von 13 Jahren, die Geschichte „Tiga Sekawan“ einem Verleger in Penang anzubieten. Dieser veröffentlichte sie und gab damit den Startschuss für Lats Karriere als berühmtester malaysischer Karikaturist.
1974 entschloss sich die New Straits Times zum ersten Mal in ihrer Geschichte einen Karikaturisten zu beschäftigen. Seitdem zeichnet Lat dreimal pro Woche für die New Straits Times Szenen aus dem malaysischen Leben. Lat zeichnet die Auswirkungen der Politik und der gesellschaftlichen Veränderungen aus der Sicht des kleinen Mannes. Oftmals zeichnet er auch sich selbst, zum Beispiel als kleinen Jungen, meistens in der Rolle des Pechvogels, etwas dicklich und mit zerzaustem schwarzem Haar. Lats Karikaturen sind nicht nur in Malaysia ein großer Erfolg, sondern auch in Japan, in den USA und zunehmend auch in Europa geschätzt.
Lat empfing für sein Werk Ehrungen von Sultanen und dem malaysischen König. Neben etlichen Büchern und Comic-Alben entstand auch eine Zeichentrickfilmserie für Kinder mit dem Titel „Kampung boy“, die neben englischer auch in deutscher Sprache („Die Dschungelbande“) erschienen ist.